# Duitse bewindvoerders in Nederland tijdens de Tweede Wereldoorlog

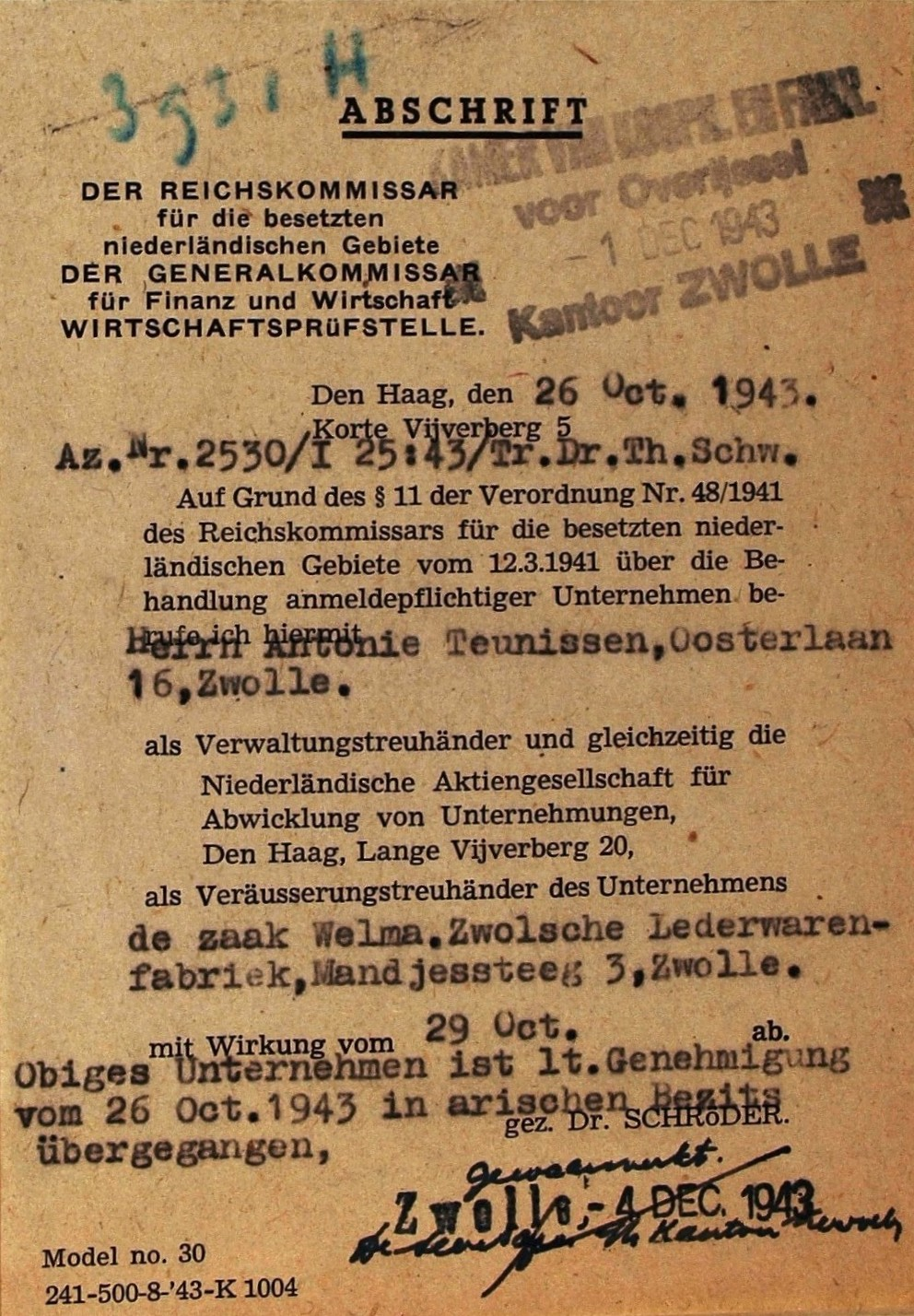
Aanwijzing van een 'Arische' bewindvoerder Antonie Teunissen en de Treuhand "NAGU" voor de Zwolsche Lederwaren-fabriek N.V. Welma, eigendom van Julius Cohn.

Bewindvoerders (Duits: Verwalter) werden tijdens de Duitse bezetting van Nederland in de Tweede Wereldoorlog aangesteld om het beheer over "vijandelijke" (in de praktijk voornamelijk joodse) vermogens te voeren, wat een eufemisme was voor onteigening en roof.
De Duitse bezettingsmacht, die met de komst van Reichskommissar Seyss-Inquart het bestuur over het bezette Nederland had overgenomen van de Wehrmacht, werd op 5 juni 1940 officieel geïnstalleerd. Zij kende vier Generalkommissariate, waarvan het Generalkommissariat für Finanz und Wirtschaft onder bevel van Hans Fischböck speciaal in het leven was geroepen met het doel om de Nederlandse economie zoveel mogelijk dienstbaar te maken aan de oorlogvoering en aan de economie van het Duitse Rijk. Een bijzondere taak, die in het kader van deze doelstelling moest worden uitgevoerd, was het beheer van vijandelijke vermogens. Dat daaronder ook de joodse vermogens moesten worden verstaan, leed in de ogen van het nationaalsocialistische bestuur geen enkele twijfel. In zijn Oostenrijkse tijd was Fischböck ook met de 'arisering', dat wil zeggen onteigening, van joodse ondernemingen belast geweest, een taak die hij in zijn nieuwe werkgebied voortzette.

## Treuhandgesellschafte en Treuhänder
Voor het toezicht op Nederlandse ondernemingen of vermogens werd de constructie van de trustmaatschappijen (Treuhandgesellschaft) of van individuele bewindvoerders (Treuhänder) gebruikt. Dit waren firma's, instellingen of personen die namens het Duitse bestuur toezicht moesten uitoefenen op en vaak ook direct het bewind moest voeren bij het Nederlandse bedrijf. Treuhandgesellschafte of Treuhänder werden aangesteld bij te 'ariseren' ondernemingen waarvan de productie van bijzonder belang was voor de Duitse oorlogsinspanning, de zogeheten kriegswichtige ondernemingen. Joodse ondernemingen daarentegen die in de ogen van de bezetter geen nuttig doel dienden werden geliquideerd, dat wil zeggen verkocht. De ontvangen koopsom werd door de trustmaatschappij zo snel mogelijk op een (bij voorkeur Duitse) bankrekening gezet. Een bekende trustmaatschappij waar veel van zulke liquidatie-opdrachten naartoe gingen was Omnia, een andere was de NAGU, de Niederländische Aktien Gesellschaft für Abwicklung von Unternehmungen, gevestigd te Arnhem, die vooral in het Oosten van het land actief was. Zulke trustmaatschappijen traden op als waren zij de eigenaar van het joodse of andere bezit dat zij onder hun beheer hadden gekregen.

## Alfred Flesche
Het merendeel van de Treuhänder bestond uit nazi's die uit waren op de nauwelijks gemaskeerde roof van joods eigendom. Soms namen de bewindvoerders de moeite om althans administratief - door een verklaring van de kant van de Wirtschaftprüfstelle van Fischböcks Generalkommissariat - hun lei zoveel schoon te houden. In die laatste categorie valt Alfred Flesche, de bewindvoerder bij de bank Lippmann, Rosenthal & Co. voor de Joodse buurt in Amsterdam, waar straat voor straat de kleine ondernemingen werden geliquideerd.

## Franz Peter Reible
Een Treuhänder die zowel overtuigd nazi was alsook zijn eigen koers voer was Dr. sc.pol. F.P. (Franz Peter) Reible, sinds 1941 gedurende enkele jaren een lokale grootheid in de Twentse textielindustrie. Reible was in Duitsland vrijgesteld van militaire dienst en na diverse Handelskammer-activiteiten voor het Deutsche Arbeitsfront in mei 1941 tot bewindvoerder benoemd van achtereenvolgens S.J. Spanjaard & Zn. in Borne, en van N.J. Menko N.V. en NV Spinnerij Roombeek in Enschede - allemaal ondernemingen in handen van joodse families. In hoeverre Reible over materiekennis aangaande de fabricage van textielgoederen beschikte is onduidelijk, maar zulke kennis was ook niet nodig om mensen te dwingen te doen wat Reible hen opdroeg. Reibles lijnen naar de Enschedese SD waren heel kort, en zijn relaties met de plaatselijke Dienststelleleiter Schober uitstekend.
Getuigen uit Enschede waren ervan overtuigd, dat Reible sterk de hand heeft gehad in het opstellen in september 1941 van de transportlijst naar Mauthausen. Op deze lijst kwamen 103 joodse inwoners van Enschede en omliggende plaatsen voor - onder wie veel personen die een belangrijke rol hadden gespeeld in de door Reible beheerde ondernemingen. Van de meesten van hen kwam al na zes weken het overlijdensbericht binnen. Precies zoals ook de bedoeling was: in een moment van loslippigheid had Reible als Kreisschulungsleiter van de NSDAP in een voordracht van september 1942 in Deventer aan een gehoor van NSB'ers, Schalkhaarders (Nederlandse politiemannen naar nationaalsocialistische snit) en Duitse militairen niet om de hete brij heen gedraaid: 'Deze oorlog is een vernietigingsoorlog en daarom moet in godsnaam de jood vernietigd worden en niet wij'.
Reible was een uitgesproken nazi, die als Treuhänder het vermogen van de door hem beheerde ondernemingen deels gebruikte voor ideologische doeleinden. Flinke sommen gingen naar zijn plan tot oprichting van een nationaalsocialistische weefschool met bijbehorend jeugdtehuis op De Helmer in Enschede. Dit viel bij de Duitse kopers van de onderneming onder beheer niet in goede aarde. De nieuwe eigenaar van N.J. Menko N.V., de firma Windells Bleische in Bielefeld, maakte bezwaar en zorgde dat Reible als Verwalter in december 1943 het veld moest ruimen. Hier en bij de Spinnerij Roombeek vertrok hij met stille trom, maar eigenlijk was hij erop uit om zelf eigenaar van een textielfabriek te worden en zich daarmee voor na de oorlog een comfortabel bestaan op te bouwen.
Wat met de grote bedrijven Menko of Roombeek niet lukte, lukte wel met de kleine kunstzijdefabriek M. van Dam & Zonen Textielfabriek in Enschede. Op de manier die tegenwoordig gehanteerd wordt door bedrijvenopkopers van sommige hedgefondsen, kocht Reible in augustus 1944 de firma M. van Dam & Zonen van de NAGU voor een bedrag van Hfl. 800.000,--. Een kwart van dit bedrag haalde hij voor het grootste deel uit het eigen vermogen van zijn nieuwe textielfabriek, een ander kwart van de afbetaling aan de NAGU werd grotendeels gefinancierd uit de opbrengst van 'zwart' verkochte voorraden uit het fabrieksmagazijn. Reible wist een lening van Hfl. 50.000,-- los te krijgen van de firma Offermann in Gronau, naar welke plaats vervolgens het grootste deel van de resterende voorraden afgevoerd werd. Reible en zijn Duitse onderdirecteur H. Lichtenberg wilden op deze manier goederen 'veilig stellen' in Duitsland. Na een kortstondige vlucht op 'Dolle Dinsdag' kwamen Reible en Lichtenberg in Enschede terug, nu echter met het doel om de firma M. van Dam & Zn. volledig kaal te plukken en te voorkomen dat na een Duitse nederlaag 'de joden' weer over hun kapitaal zouden kunnen beschikken.
Opmerkelijk is, dat tussen deze activiteiten door Reible omstreeks december 1944 uit de NSDAP was gezet wegens kritiek op het falen van het bestuurlijk apparaat van Seyss-Inquart. In een memo had Reible het gebrek aan coördinatie binnen het Reichskommissariat - en dus het gebrek aan effectiviteit, zoals bij het optreden tegen de spoorwegstaking - op de korrel genomen. Hij werd voor een partijtribunaal gedaagd, maar daarvan is het wegens het einde van de oorlog niet meer gekomen.
Bij de bevrijding van Enschede bleek Reible naar Duitsland te zijn uitgeweken. Daar had hij werk gevonden, totdat hij in september 1947 werd gearresteerd, omdat hij inmiddels op de opsporingslijst van de Netherlands War Crimes Commission was gezet. Dit op de verdenking, dat hij tijdens de April-meistakingen in 1943 werknemers van firma v/h S.J. Spanjaard in Borne aan de SD had uitgeleverd, werknemers die vervolgens waren vermoord. Ook de greep in de kas van de firma M. van Dam & Zonen werd hem aangerekend. Terwijl de Sub-Commissie Opsporing Oorlogsmisdrijven Zwolle met het onderzoek naar deze beschuldigingen bezig was, zat Reible in kamp Vught. Uiteindelijk werd Reible door het Bijzonder Gerechtshof in Arnhem in januari 1949 vrijgesproken, omdat het Gerechtshof zich ex artikel 27a Besluit Buitengewoon Strafrecht alleen bevoegd achtte inzake politieke delinquentie van Nederlanders en inzake oorlogsmisdaden. Deze laatste konden in het geval van Reible niet worden vastgesteld. In maart 1949 werd Reible als ongewenst vreemdeling naar Duitsland uitgezet. Reible vestigde zich in de Duitse plaats Soest en kreeg nul op het rekest, toen hij via de landsregering van Nordrhein-Westfalen nog eens in Nederland liet informeren naar de eigendomsrechten op de firma Van Dam. Wat er met de voorraden in Gronau is gebeurd, is niet bekend.